# Овер л Амон
Овер л Амон (фр. Auvers-le-Hamon) је насељено место у Француској у региону Лоара, у департману Сарт.
По подацима из 2011. године у општини је живело 1524 становника, а густина насељености је износила 31,86 становника/km².

## Демографија
| 1962. | 1968. | 1975. | 1982. | 1990. | 2011. |
| ----- | ----- | ----- | ----- | ----- | ----- |
| 1.180 | 1.066 | 935   | 1.201 | 1.197 | 1.524 |